# Ист Стерлингшир
«Ист Сте́рлингшир» (англ. и скотс East Stirlingshire F.C.) — шотландский футбольный клуб из города Фолкерк, выступающий в Третьем дивизионе Шотландии, четвёртом по силе дивизионе страны. Основан в 1880 году, под именем «Бэйнсфорд Британия», своё нынешнее название клуб носит с 1881 года. Домашние матчи начиная с 1921 года вплоть до 2007 года проводил на арене «Фирс Парк», вмещающей 1 800 зрителей, но начиная с сезона 2007/08 выступает на стадионе «Очилвью Парк» который является так же домашним стадионом принципиального соперника клуба, команды «Стенхаусмюир». В шотландской лиге «Ист Стерлингшир» выступает с сезона 1900/01, за это время он провёл два сезона в высшем дивизионе Шотландии, в сезоне 1932/33 он занял в нём последнее 20-е место, а в сезоне 1963/64 был 18-м, но также последним. Начиная с сезона 1994/95 «Ист Стерлингшир» неизменно играет в Третьем дивизионе Шотландии, низшем дивизионе шотландской лиги.

## Достижения
- Первый дивизион Шотландии:
  - Чемпион (1): 1931/32.
  - Вице-чемпион (1): 1962/63.
- Второй дивизион Шотландии:
  - Чемпион (1): 1947/48.
  - Вице-чемпион (1): 1923/24, 1979/80.

## Рекорды клуба
- Самая крупная победа: 12-1 в матче против «Мурпарк» 7 сентября 1946 года

- Самое крупное поражение: 1-12 в матче против «Данди Юнайтед» 13 апреля 1936 года

- Наибольшее число зрителей на домашнем матче: 12 000 в матче против «Партик Тисл» 19 февраля 1921 года

- Самый дорогой проданный игрок: £35,000 за Джима Дохерти в Челси, 1978 год

- Самый дорогой купленный игрок: £6,000 за Колина Маккиннона из Фалкирка, 1991 год